# Noah Kibet
Noah Kibet (12 de abril de 2004) es un deportista keniano que compite en atletismo, especialista en las carreras de mediofondo. Ganó una medalla de plata en el Campeonato Mundial de Atletismo en Pista Cubierta de 2022, en la prueba de 800 m.

## Palmarés internacional
| Campeonato Mundial en Pista Cubierta | Campeonato Mundial en Pista Cubierta | Campeonato Mundial en Pista Cubierta | Campeonato Mundial en Pista Cubierta |
| Año                                  | Lugar                                | Medalla                              | Prueba                               |
| ------------------------------------ | ------------------------------------ | ------------------------------------ | ------------------------------------ |
| 2022                                 | Belgrado (Serbia)                    | Medalla de plata                     | 800 m                                |